# アイスホッケーアラブ首長国連邦代表
アイスホッケーアラブ首長国連邦代表（アイスホッケーアラブしゅちょうこくれんぽうだいひょう、英語: UAE ice hockey team）はアラブ首長国連邦のアイスホッケーナショナルチーム。2008年6月に地元ドバイで行われたアイスホッケー・アラブカップでアルジェリア、モロッコ、クウェートと対戦し優勝を果たした。

## 主な成績
冬季オリンピック - 出場なし。
アイスホッケー世界選手権 - 出場なし。
|                | 年月日        | 場所                     | 得失点                             |
| -------------- | ------------- | ------------------------ | ---------------------------------- |
| 国際試合初登場 | 2007年1月26日 | 中国, 長春市             | アラブ首長国連邦 4 アルメニア 0    |
| 最多得点差勝利 | 2008年6月16日 | アラブ首長国連邦, ドバイ | アラブ首長国連邦 9 モロッコ 0      |
| 最多得点差敗北 | 2007年1月27日 | 中国, 長春市             | アラブ首長国連邦 0 カザフスタン 38 |